# Mossóczy Lívia
Mossóczy Lívia, Bánhegyi Lászlóné, Mossóczy Olívia (Budapest, 1936. május 9. – 2017. augusztus 18.) világ- és Európa-bajnok asztaliteniszező. Férje Bánhegyi László (1931–2015) kosárlabdázó, kungfumester.

## Pályafutása
1954-ben a budapesti Fáy András Gimnáziumban érettségizett. 1951-52-ben a Mezőtúri Építők, 1952 és 1959 között az FTC (1952 és 1956 között ÉDOSZ / Bp. Kinizsi néven), 1960-61-ben a VM Közért, 1966-67-ben ismét az FTC, 1967-68-ban a Vasútterv játékosa volt. 1957 és 1960 között a magyar válogatott tagja volt. 1961 és 1966 között Angliában, 1969-ben Libanonban élt és edzőként tevékenykedett.

## Sikerei, díjai
- Világbajnokság
  - világbajnok: 1957, Stockholm (női páros, Almási Ágnessel)
- Európa-bajnokság
  - Európa-bajnok: 1960, Zágráb (csapat)
  - ezüstérmes: 1958, Budapest (női páros, Kóczián Évával)
  - bronzérmes (2): 1958, Budapest (női egyes és vegyes páros, Gyetvai Elemérrel)
- Magyar bajnokság
  - bajnok (3): 1957, 1959 (női páros, Kóczián Évával), 1967 (csapat)